# 克里斯多福·伊舍伍
克里斯多福·伊舍伍（英語：Christopher William Bradshaw Isherwood，1904年8月26日—1986年1月4日），也可译为“伊薛伍德”，是一位著名英美小說家，剧作家，编剧，自传作家和日记作者。作品多以同性戀為主題。代表作有《柏林故事集》（The Berlin Stories）及《单身男子》（A Single Man），兩者均曾被搬上銀幕。

## 生平
伊舍伍出生於英國柴郡高里村（High Lane）的Wyberslegh Hall裡，父親是英國陸軍中校。伊舍伍幼時因父親需時常隨任務搬家，並沒固定居所；在父親於第一次世界大戰陣亡後，則隨母親定居於倫敦及Wyberslegh。伊舍伍于1946年加入美国国籍。
伊舍伍與著名詩人奥登是好友；伊舍伍最初去柏林就是因爲去找奥登；兩人更曾於1938年結伴同遊中國，其後更寫下《战地行纪》（Journey to a War）。

### 私人生活
伊舍伍為同性戀者，亦把自己的生活寫入小說和故事。
最後的伴侶是畫家唐·贝查迪，兩人第一次見面時贝查迪只有18歲，而伊舍伍已是48歲，但贝查迪仍然伴伊舍伍終老。

## 著作
- 《全是密谋家》（All the Conspirators，1928；1957年的新版加入了新的前言）
- 《纪念碑》（The Memorial，1932）
- （Mr. Norris Changes Trains，1935；美国版题为The Last of Mr. Norris）
- 《狗皮人》（The Dog Beneath the Skin ，1935，与威斯坦·休·奥登合著）
- 《攀登F6峰》（The Ascent of F6，1937，与威斯坦·休·奥登合著）
- 《萨莉·鲍尔斯》（Sally Bowles，1937；之后收入《别了，柏林》）
- On the Frontier（1938，与威斯坦·休·奥登合著）
- 《雄獅暗影》 Lions and Shadows（1938，自传）
- 《别了，柏林》（Goodbye to Berlin，1939）
- 《战地行纪》（Journey to a War，1939，与威斯坦·休·奥登合著）
- 《紫羅蘭姑娘》（Prater Violet，1945）
- 《柏林故事集》（The Berlin Stories，1945；含短篇《诺里斯先生换火车》及《别了，柏林》；再版为The Berlin of Sally Bowles，1975）
- The Condor and the Cows（1949，南美旅行日记）
- What Vedanta Means to Me（1951，小册子）
- The World in the Evening（1954）
- 《在那兒進行訪問》（Down There on a Visit，1962）
- An Approach to Vedanta （1963）
- 《单身男子（英语：A Single Man (novel)）》（A Single Man，1964）
- Ramakrishna and His Disciples （1965）
- Exhumations （1966；新闻报道及故事）
- 《河畔相会》（A Meeting by the River ，1967）
- Essentials of Vedanta （1969）
- 《凱瑟琳和弗蘭克》（Kathleen and Frank，1971，关于他的父母）
- Frankenstein: The True Story（1973，与唐·贝查迪合著；基于他们1973年的电影剧本）
- 《克里斯托弗和他的同类》（Christopher and His Kind，1976，自傳）
- 《師生情深》（My Guru and His Disciple，1980）
- October（1980，与唐·贝查迪合著）
- The Mortmere Stories（与爱德华·乌普沃德（英语：Edward Upward）合著，1994）
- Where Joy Resides: An Isherwood Reader（1989；唐·贝查迪及詹姆斯·P·怀特编）
- Diaries: 1939–1960，凯瑟琳·巴克内尔（英语：Katherine Bucknell）编（1996）
- Jacob's Hands: A Fable （1997，原先与奥尔德斯·赫胥黎合作）
- Lost Years: A Memoir 1945-1951，凯瑟琳·巴克内尔（英语：Katherine Bucknell）编（2000）
- Kathleen and Christopher，丽莎·科利塔（Lisa Colletta）编（致母亲的信，明尼阿波利斯：明尼苏达大学出版社，2005)
- Isherwood on Writing（明尼苏达大学出版社，2007）
- The Sixties: Diaries:1960–1969，凯瑟琳·巴克内尔编（2010）
- Liberation: Diaries:1970–1983，凯瑟琳·巴克内尔编（2012）
- The Animals: Love Letters Between Christopher Isherwood and Don Bachardy，凯瑟琳·巴克内尔编（Farrar, Straus and Giroux，2014）

### 翻譯
- 夏尔·波德莱尔，Intimate Journals（1930；1947年修订）
- The Song of God: Bhagavad-Gita（与斯瓦米·普拉巴瓦南达（英语：Swami Prabhavananda）合著，1944）
- Shankara's Crest-Jewel of Discrimination（与斯瓦米·普拉巴瓦南达合著，1947）
- How to Know God: The Yoga Aphorisms of Patanjali（与斯瓦米·普拉巴瓦南达合著，1953）

### 作品中文译本
- 《紫罗兰姑娘》（简体中文版），卞之琳 译，湖南人民出版社，1983年4月，10109-1544
- 《單身》（繁体中文版），宋瑛堂 译，新經典圖文傳播有限公司，2010年12月，ISBN 9789868631847
- 《再見，柏林》（繁体中文版），劉霽 译，一人出版社，2011年5月，ISBN 9789868541337
- 《战地行纪》（简体中文版），马鸣谦 译，上海译文出版社，2012年11月，ISBN 9787532759279
- 《柏林故事集》（繁体中文版），劉霽 译，一人出版社，2011年5月，ISBN 9789868541399
- 《柏林最後列車》（繁体中文版），劉霽 译，一人出版社，2013年6月，ISBN 9789868954601
- 《单身》（简体中文版），宋瑛堂 译，南方出版社，2014年10月，ISBN 9787550108172
- 《别了，柏林》（简体中文版），孙法理 译，上海译文出版社，2016年4月，ISBN 9787532771363
- 《诺里斯先生换火车》（简体中文版），孙法理 译，上海译文出版社，2016年4月，ISBN 9787532771417
- 《克里斯托弗和他的同类》（简体中文版），陶凌寅 译，上海译文出版社，2020年11月，ISBN 9787532785438[4]
- 《单身男子》（简体中文版），禹磊 译，上海译文出版社，2020年11月，ISBN 9787532784790[4]

## 被改編作品
伊舍伍有兩部作品曾被改編成電影，分別是《别了，柏林》及《单身男子》。
《别了，柏林》先是在1951年被改編成話劇《我是攝影機》（I Am a Camera），1955年被改編成不太賣座的同名電影。1966年此書第二次被搬上舞台，這一次則被改編為百老匯音樂劇《歌廳》（Cabaret），最後此音樂劇更於1972年被荷里活改編成同名歌舞片。此片廣受歡迎，最後更贏得8項奧斯卡金像獎。
《单身男子》則是在2008年被著名時裝設計師汤姆·福特拍成電影，男主角George由飾演。費夫在此片中的演出屢受好評，更因此獲提名金球獎及奧斯卡金像獎最佳男主角。